# Putoniessa maculata
Putoniessa maculata är en insektsart som beskrevs av Evans 1936. Putoniessa maculata ingår i släktet Putoniessa och familjen dvärgstritar. Inga underarter finns listade i Catalogue of Life.